# Andrea Schnell
Andrea Schnell, geb. Engels (* 3. Oktober 1976 in Duisburg) ist aktive Kung-Fu- und Kickboxmeisterin in Kempen, Nordrhein-Westfalen. Sie war mehrfache Europameisterin und Weltmeisterin im Pointfighting (Semikontakt).

## Kurzbiografie
Als Elfjährige begann Andrea Schnell sich für die chinesische Kampfkunst, die hierzulande als Kung Fu (wörtliche Übersetzung: „ein Ziel durch harte Arbeit erreichen“) bezeichnet wird, zu interessieren. Der Unterricht enthielt zu dieser Zeit auch Elemente und Techniken des amerikanischen Kickboxens. Mit vierzehn Jahren stellte sie ihre Fähigkeiten im Pointfighting erstmals auch auf internationalem Boden unter Beweis. Bisheriger Höhepunkt ihrer inzwischen dreißigjährigen Laufbahn: der Weltmeistertitel bei der AFSO-Weltmeisterschaft in Paris (2012).
Ihre aktuellen Graduierungen (Gürtel) sind, im Kung Fu der dritte Meistergrad und im Kickboxen der zweiten Meistergrad. Im Mai 2015 eröffnete sie ihre eigene Kampfkunstschule in Kempen, NRW, und brachte bereits mehrere Deutsche Meister und Weltmeister hervor.

## Sportliche Erfolge
- 1992 Deutsche Vize-Meisterin im Kickboxen
- 1992 Europameisterin im Kickboxen
- 1994 Deutsche Vize-Meisterin im Kickboxen
- 1994 Europameisterin im Kickboxen
- 2012 Weltmeisterin im Kickboxen (AFSO/ICO)
- 2017 Internationale Deutsche Meisterin im Kickboxen (WKU)
- 2017 Deutsche Meisterin im Kickboxen (WKU)
- 2018 Deutsche Meisterin im Kickboxen (IBV)
- 2022 Vize-Weltmeisterin im Kickboxen (WKU)
- 2023 Weltmeisterin im Kickboxen (WKU)
- 2024 Vize-Weltmeisterin im Kickboxen (WKU)